# Lubochenek
Lubochenek – wieś w Polsce położona w województwie łódzkim, w powiecie tomaszowskim, w gminie Lubochnia.
W latach 1975–1998 miejscowość administracyjnie należała do województwa piotrkowskiego.
W okolicach wsi bierze swój początek struga Lubochenka.
Lubocheń Mały (Lubochenek) był wsią królewską w tenucie inowłodzkiej w powiecie brzezińskim województwa łęczyckiego w końcu XVI wieku.